# 小石川后乐园

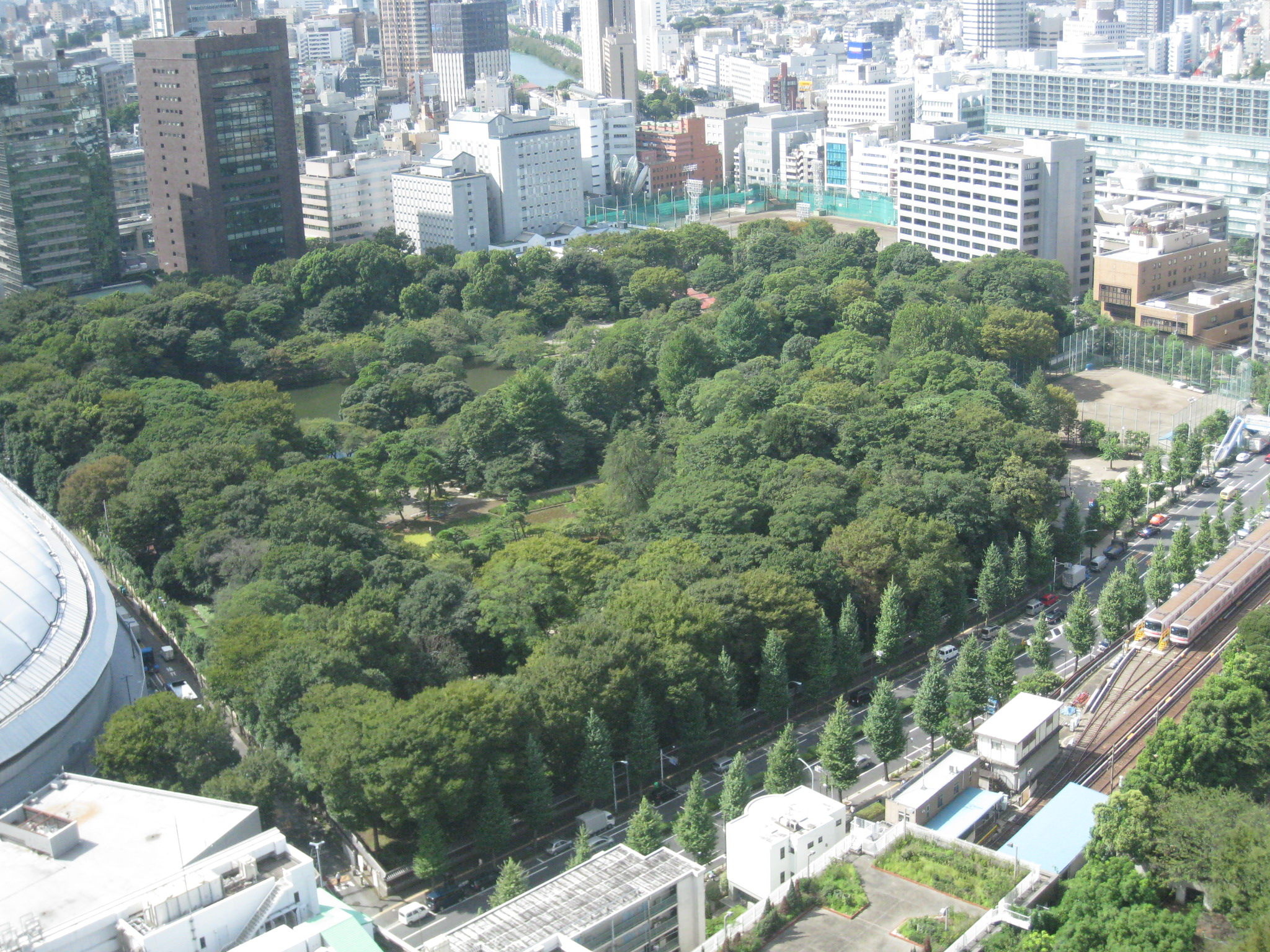
小石川後樂園全景（文京公民中心眺望）

小石川後樂園（日语：／ Koishikawa Kōrakuen），是位于日本东京都文京区后乐一丁目的一座都立庭園。為江戶時代初期水戶德川家於江戶上屋敷內打造的築山泉水回遊式日本庭園（大名庭園）。現為國家特別史跡及特別名勝。

## 概要

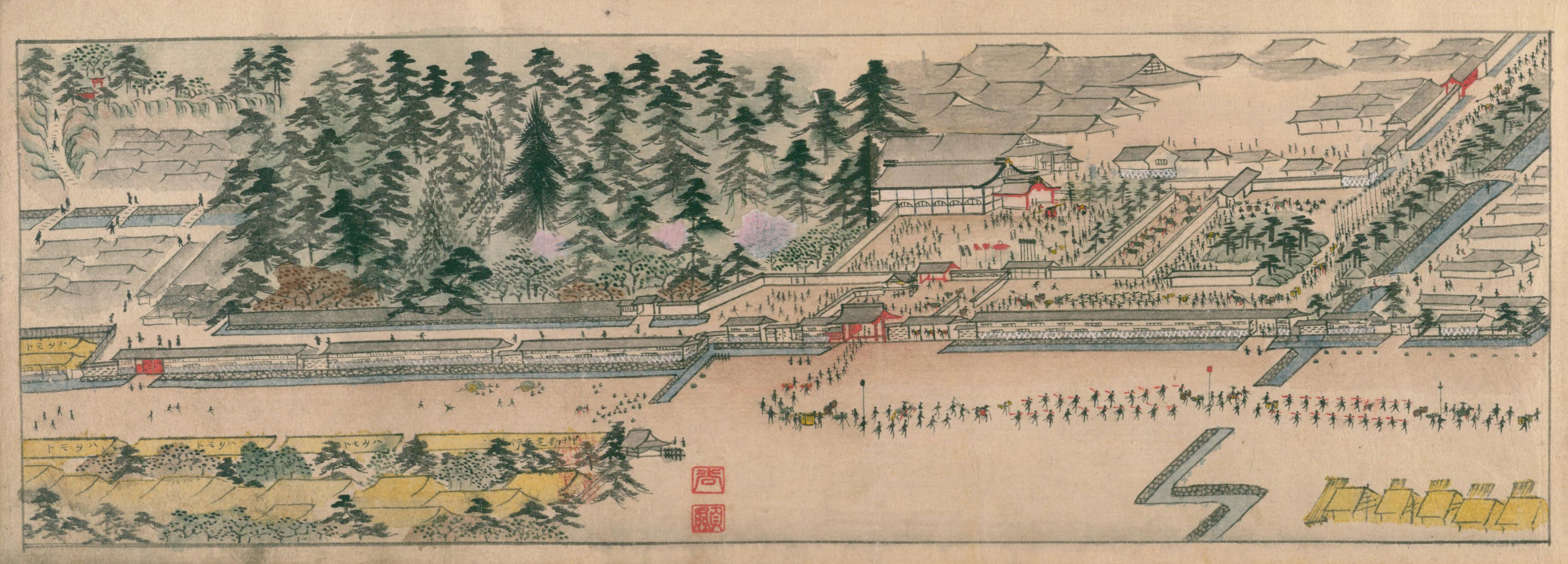
1863年（文久3年）水戶藩小石川邸與後樂園（國立國會圖書館藏『御上京道記』）

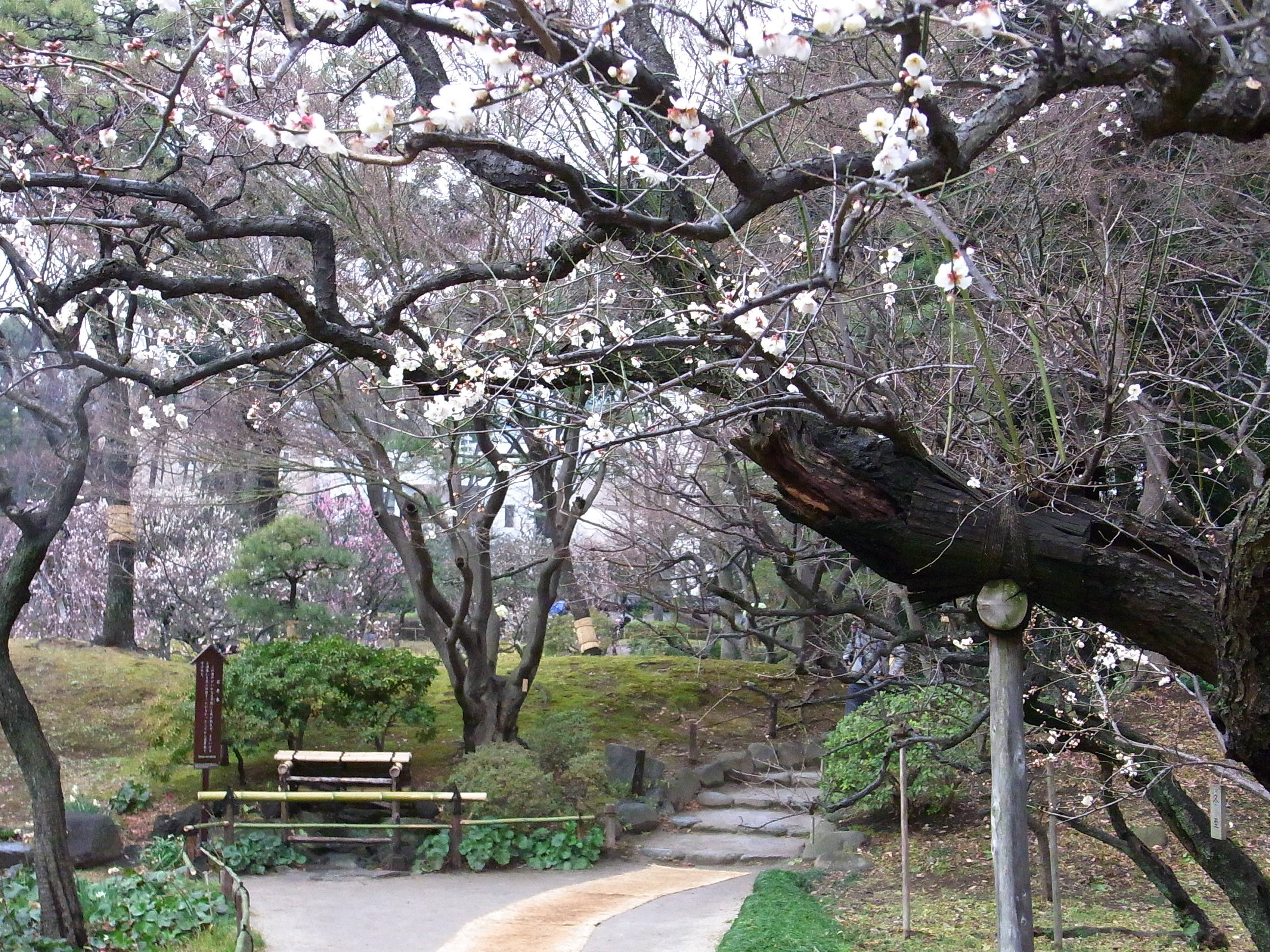
梅花祭

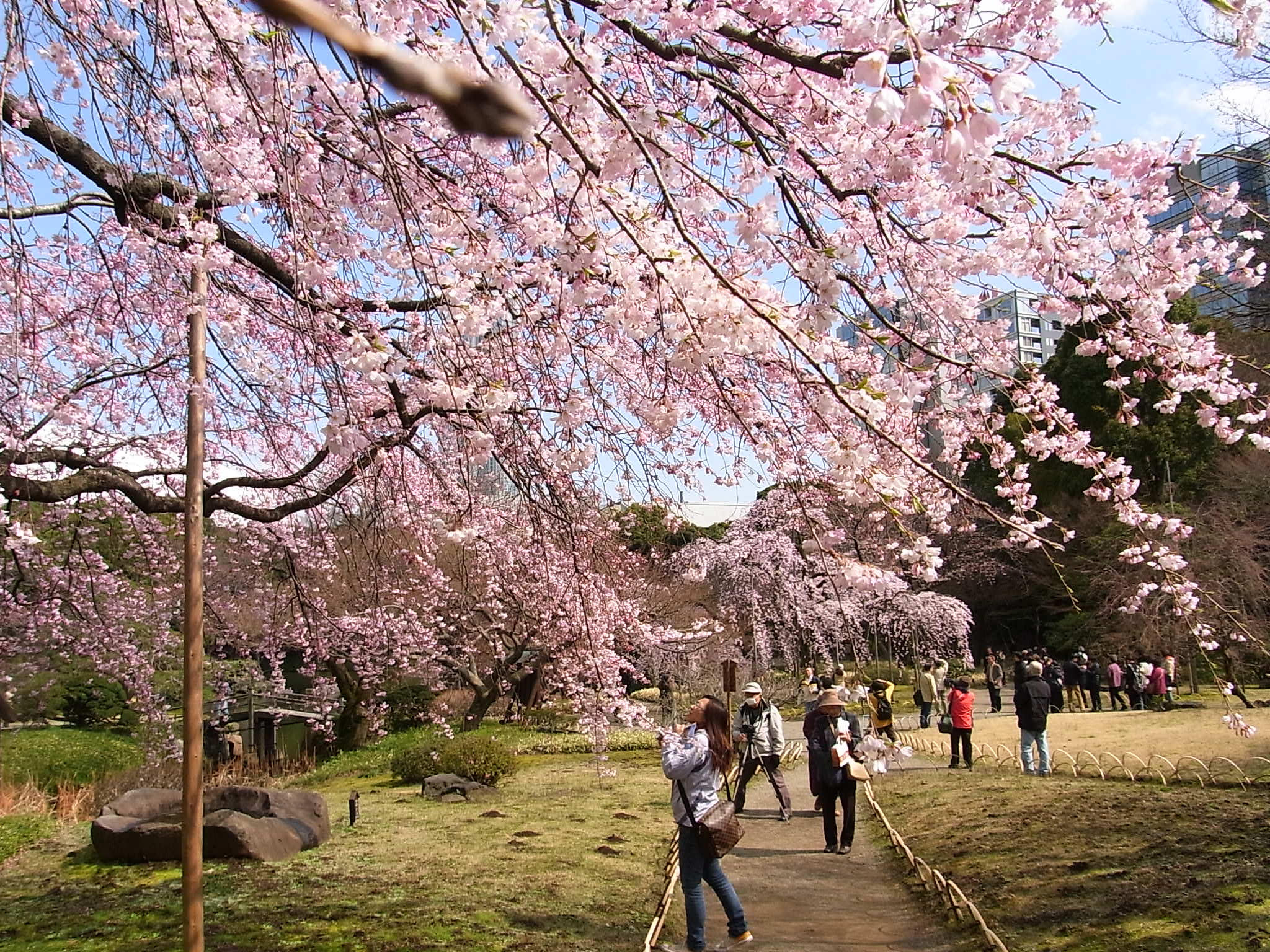
櫻花祭（2010年3月26日）

1629年（寛永6年），水戶德川家水戶藩初代藩主德川賴房命作庭家德大寺左兵衛所建的庭園在嫡子（2代藩主）光圀改建後，由明朝遺臣朱舜水（朱之瑜）命名為「後樂園」。該名取自中國范仲淹《岳陽樓記》的「先天下之憂而憂，後天下之樂而樂」。此外，小石川後樂園的紋章是傳聞為水戶德川家裏家紋的六葉葵紋。
園內參考了中國文人喜愛的西湖與廬山。據說光圀邀請了朱舜水參與設計，展現對中國、儒教的濃厚興趣。
藩邸用地約33公頃（10萬坪）。
1869年（明治2年）版籍奉還，水戶藩邸由新政府接收，建地東側新建軍需工場東京砲兵工廠。西側庭園部分保留。
1872年（明治4年），陸軍省成立，負責工廠與庭園的管理。
1874年（明治7年）以後，後樂園接待明治天皇行幸和皇室成員來訪。也常用於招待外國人，是世界著名的名園。
1923年（大正12年）3月7日，指定為國家史跡與名勝。為了與岡山市後樂園區別而冠上「小石川」。
1952年（昭和27年），依《文化財保護法》指定為國家特別史跡與特別名勝。
1937年，鄰接舊東京砲兵工廠用地，以職棒比賽為主的棒球場以此園命名為「後樂園球場」（「東京巨蛋」的前身），在同建地建設的遊樂園（後楽園遊園地，現在東京巨蛋城遊樂園的前身）與多功能會館（後樂園會館）等也同樣以「後樂園」命名。
1972年4月，作為都立公園免費化的一環，小石川後樂園也開放免費入園。然而，隨著成為高中生的上學路線、入園者在池邊釣魚，遭小鋼珠擊中等遊客行為秩序嚴重惡化。再次恢復收費。
今日作為都立公園開放收費入園。7公頃大的園內，除了蓬萊島與大泉水等造景，還種有梅花、櫻花、杜鵑花、花菖蒲等花卉，在四季展現不同的景色。

## 建物的復原
東京都在2019年3月開始復原因太平洋戰爭燒毀的唐門等建物。2020年12月19日，井波雕刻協同組合（南砺市）利用舊照片與繪畫完成唐門的重建。

## 景觀

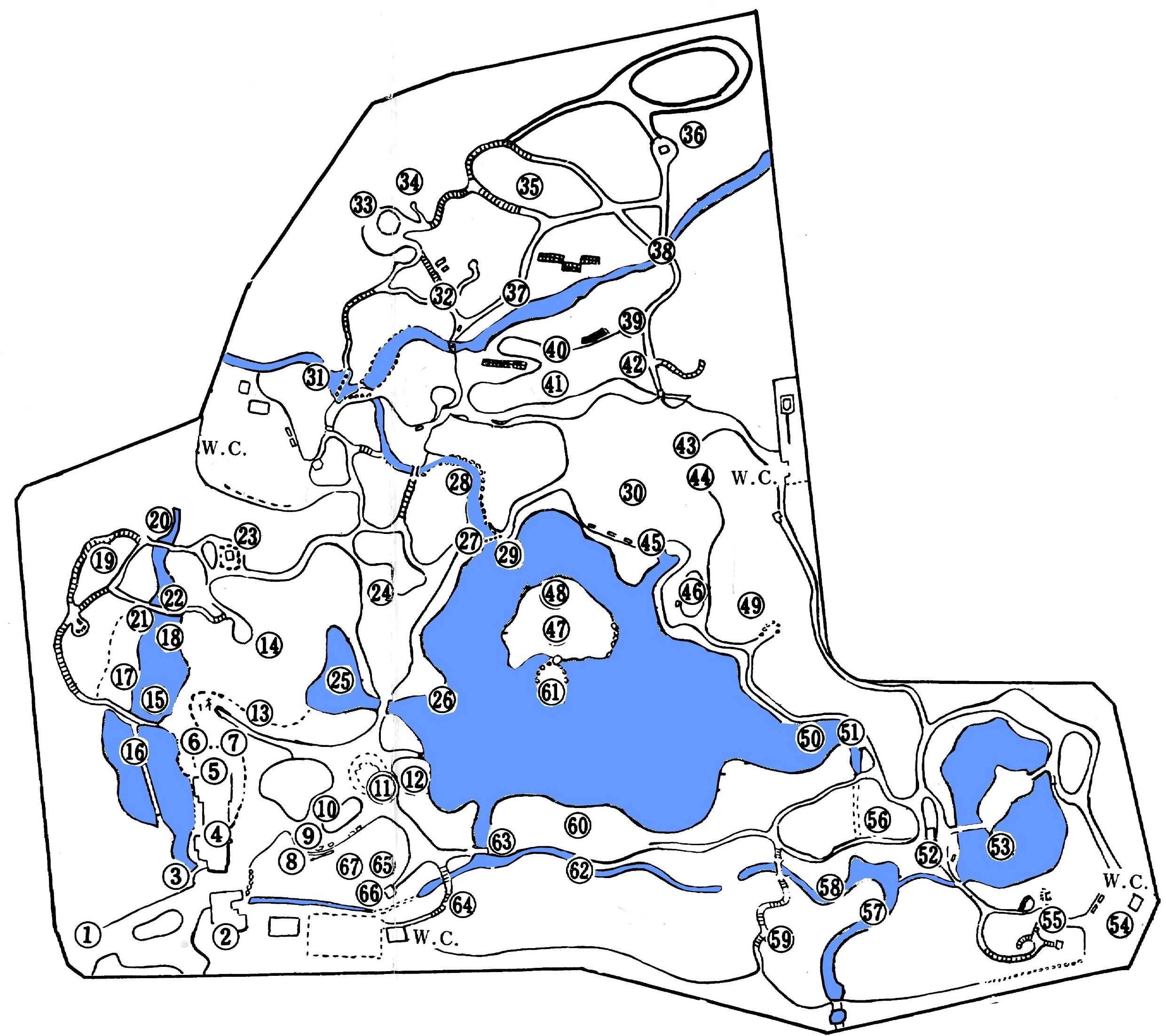
小石川後樂園平面圖

按官方網站的平面圖，此地景觀包括：
1. 涵徳亭門（西門）
2. 庭園事務所
3. 菊形手水鉢
4. 涵徳亭
5. 鐵砲垣
6. 桃山形燈籠
7. 飾手水鉢
8. 枯滝
9. 雪見燈籠
10. 陽石
11. 枝垂櫻
12. 陰石
13. 水掘れ石
14. 小廬山
15. 渡月橋
16. 西湖堤
17. 屏風岩
18. 大堰川
19. 清水観音堂跡
20. 通天橋
21. 沢渡り
22. 音羽滝
23. 得仁堂
24. 丸屋
25. 蓮の池
26. 一つ松
27. 沢渡り
28. 白糸滝
29. 伽藍石
30. 松林
31. 円月橋
32. 愛宕坂
33. 八卦堂跡
34. 小町塚
35. 梅林
36. 琴画亭跡
37. 八つ橋
38. 石橋
39. 不老の水
40. 藤棚
41. 花菖蒲田
42. 稲田
43. 九八屋
44. 遠州形燈籠
45. 船着場
46. 異形燈籠
47. 蓬莱島
48. 弁財天祠
49. 瘞鷂碑（えいようひ）
50. 竹生島
51. 鳴門
52. 唐門跡
53. 内庭
54. 正門（東門）
55. 砲兵工廠跡紀念碑
56. 延段
57. 寝覚滝
58. 木曽川
59. 白雲嶺
60. 紅葉林
61. 德大寺石
62. 竜田川
63. 帛（幣）橋
64. 駐歩泉碑
65. 西行歌碑
66. 西行堂跡
67. 朝鮮燈籠

## 圖片
（敘述編號與上方平面圖編號相同）

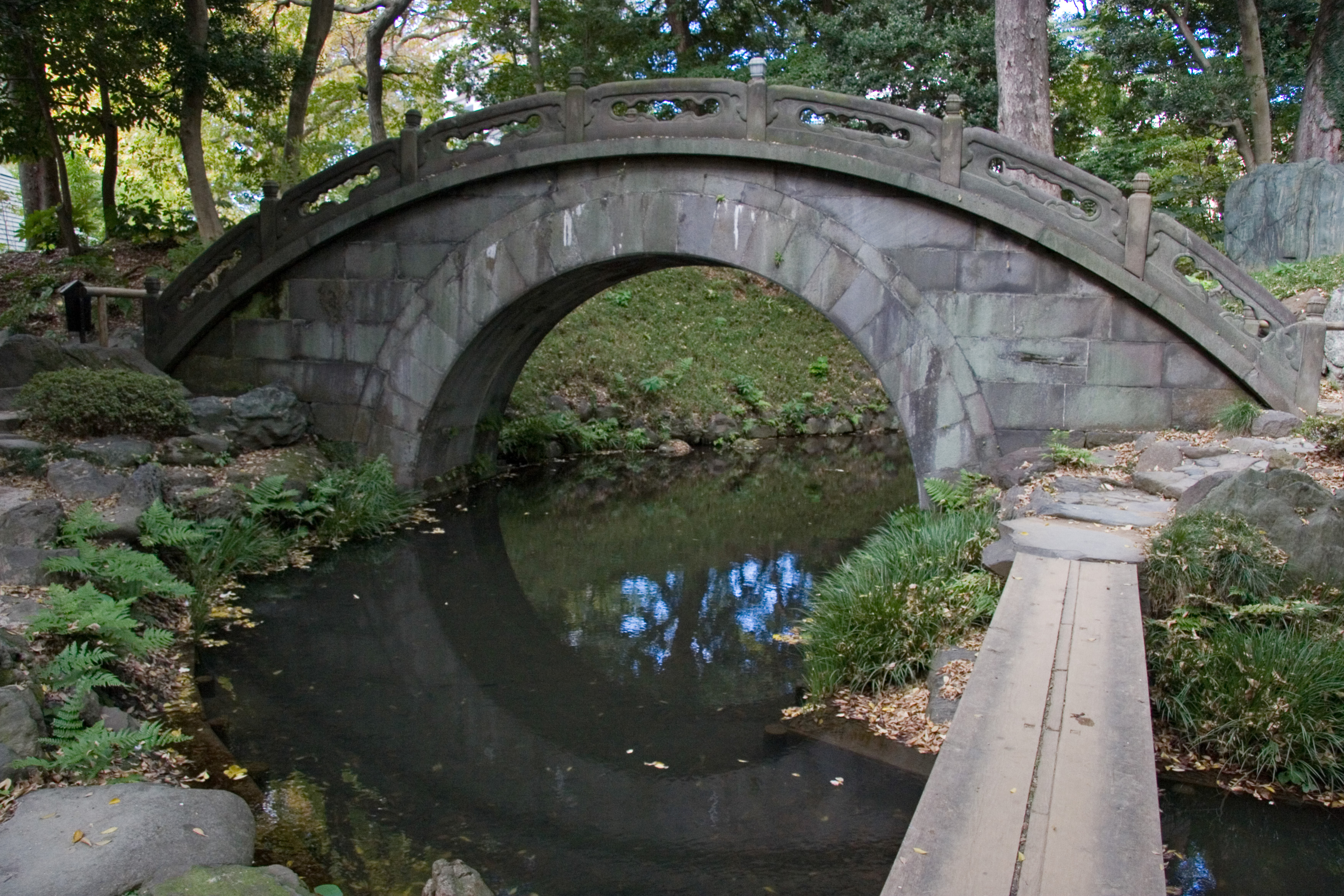
31.圓月橋。朱舜水設計，橋與水面倒影宛如滿月而命名。使用當時的高度技術，之後八代將軍德川吉宗曾試圖打造相同橋梁但未成功
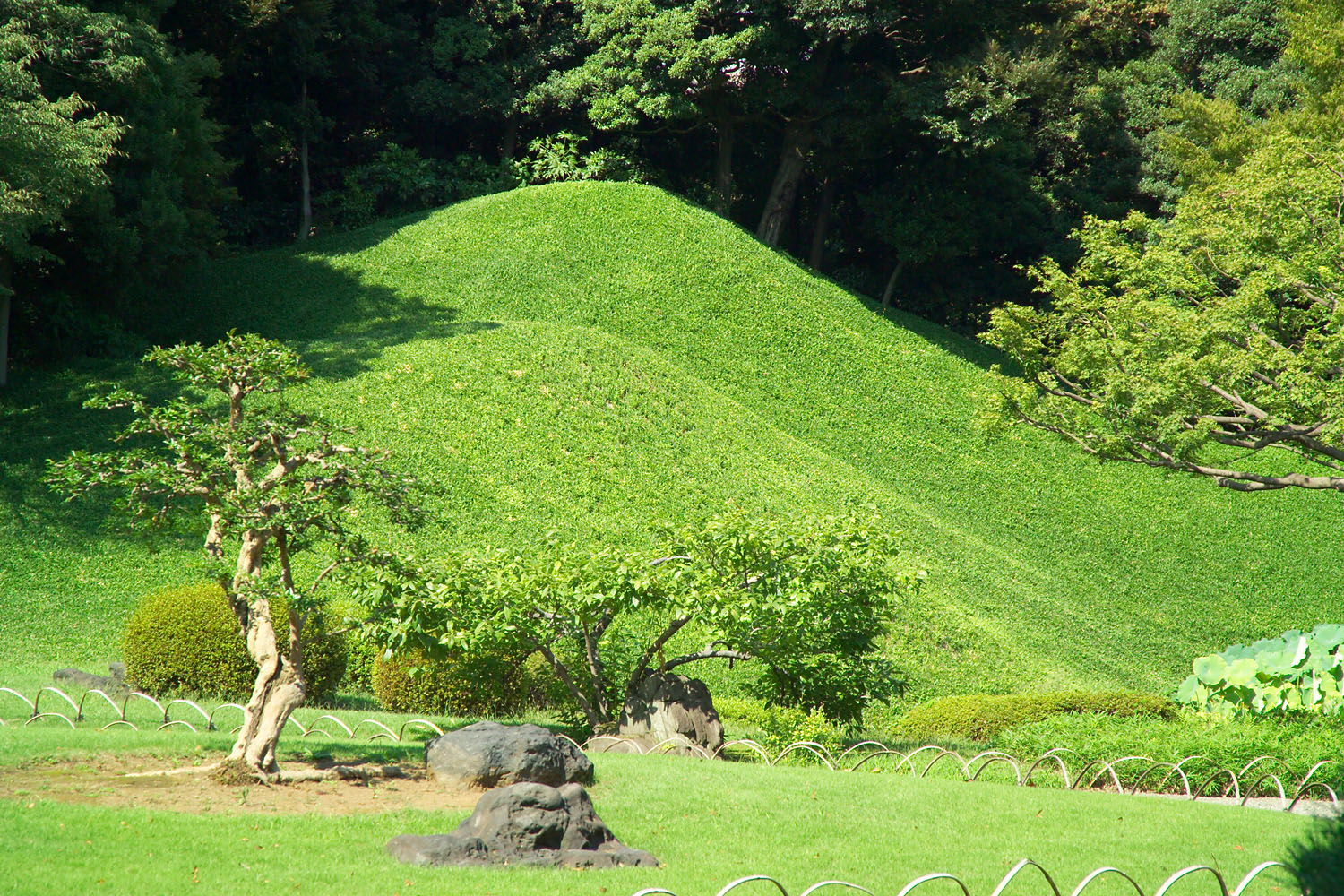
14.小廬山
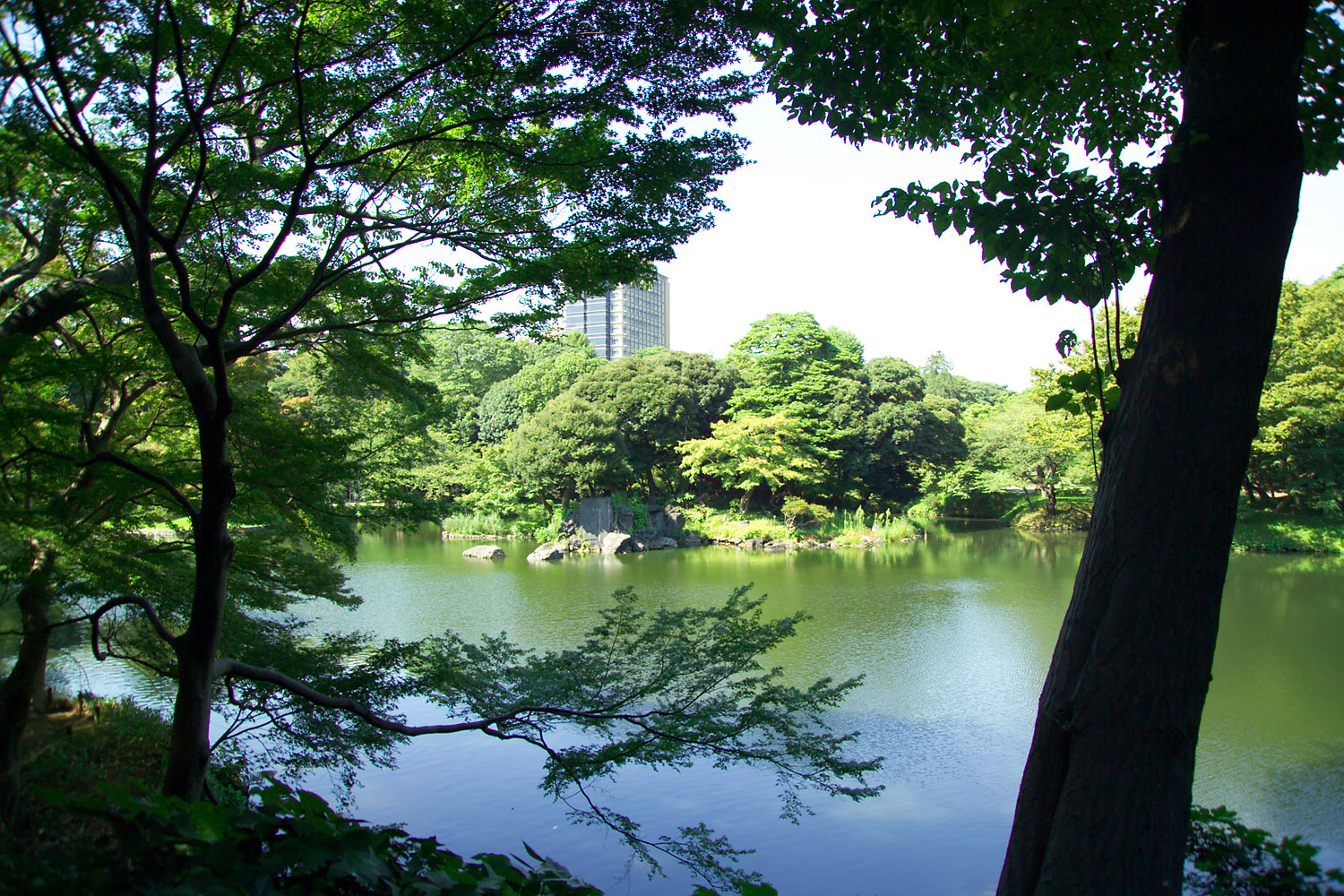
47.蓬萊島
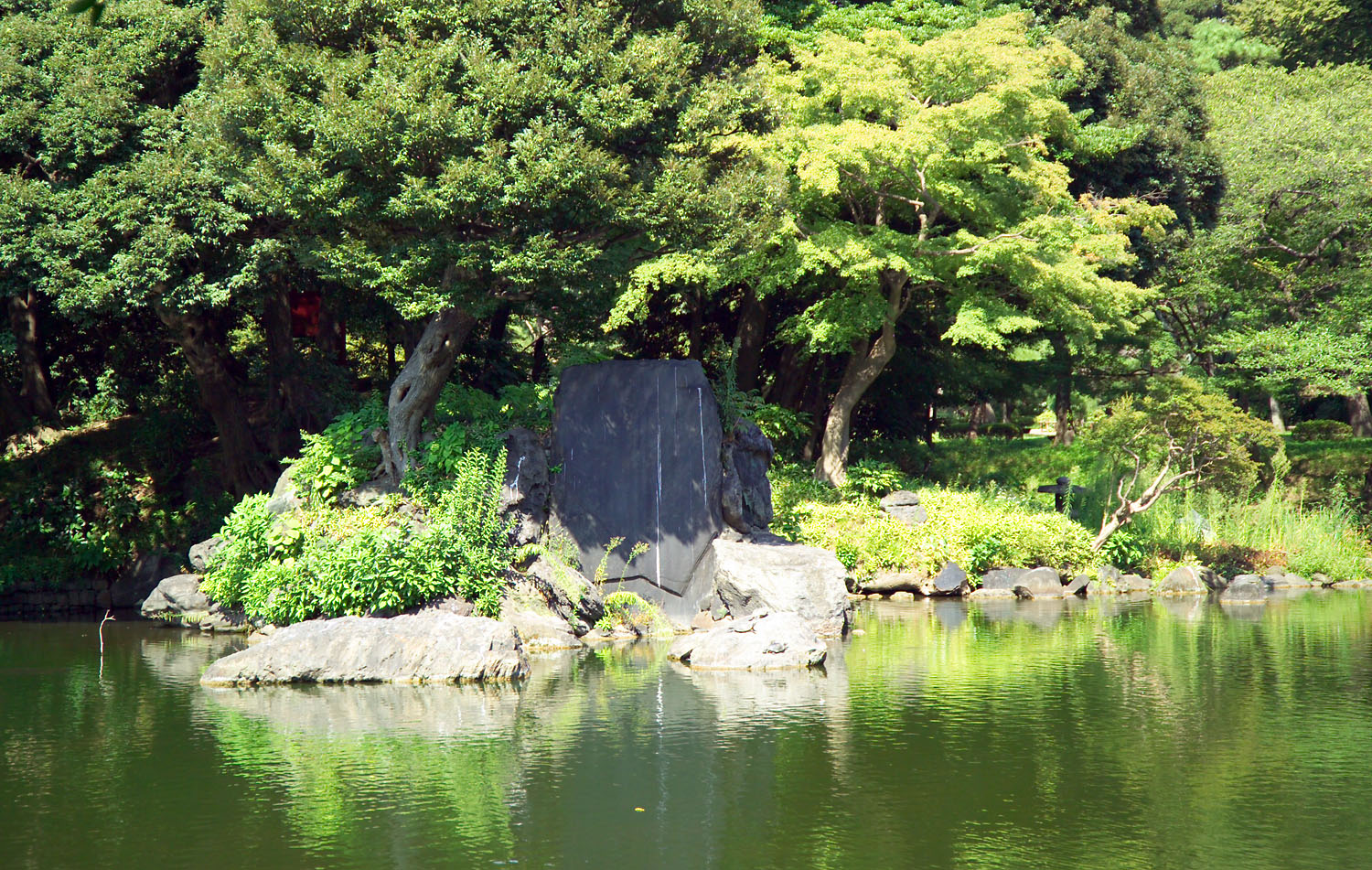
47.蓬萊島與61.德大寺石
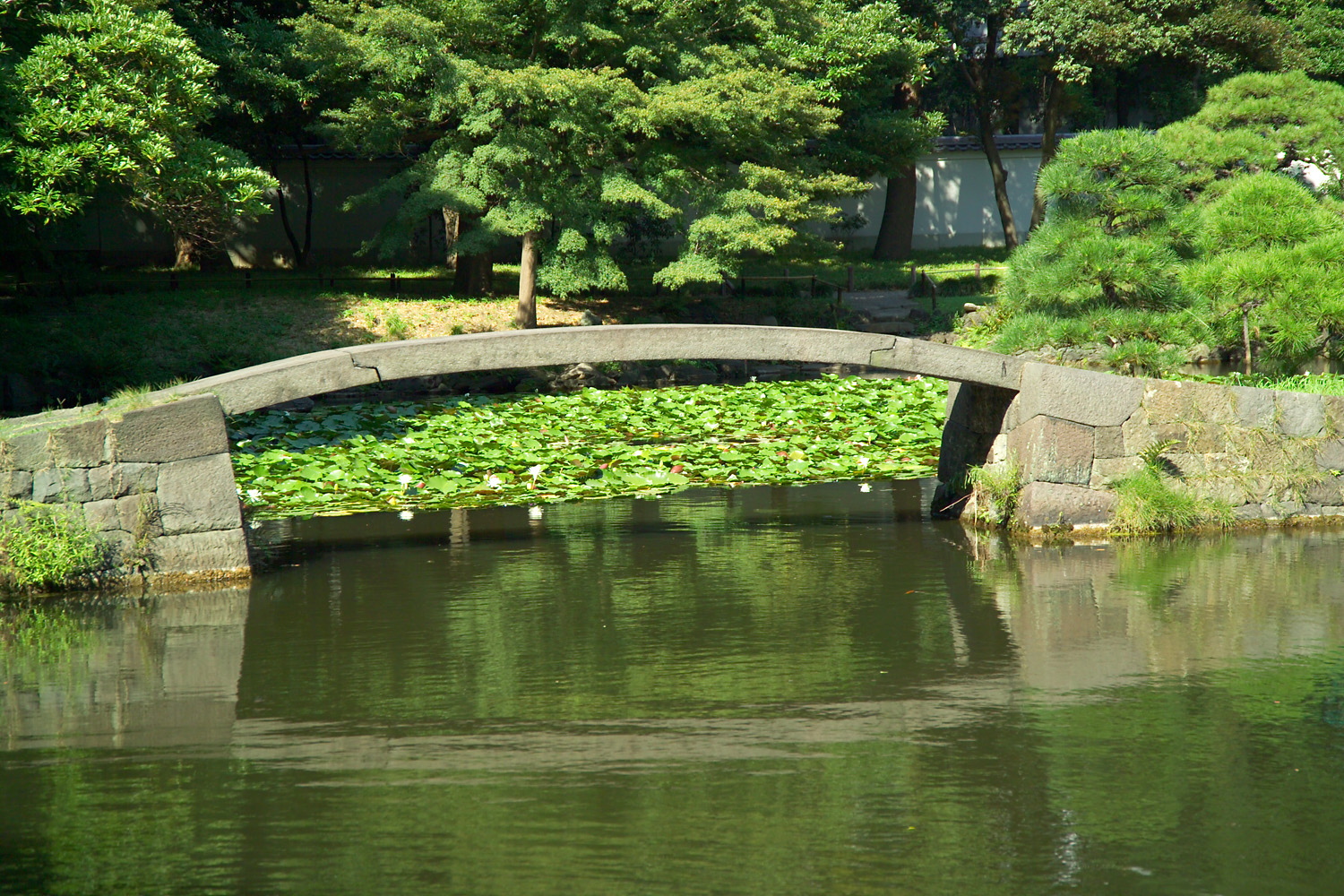
53.內庭
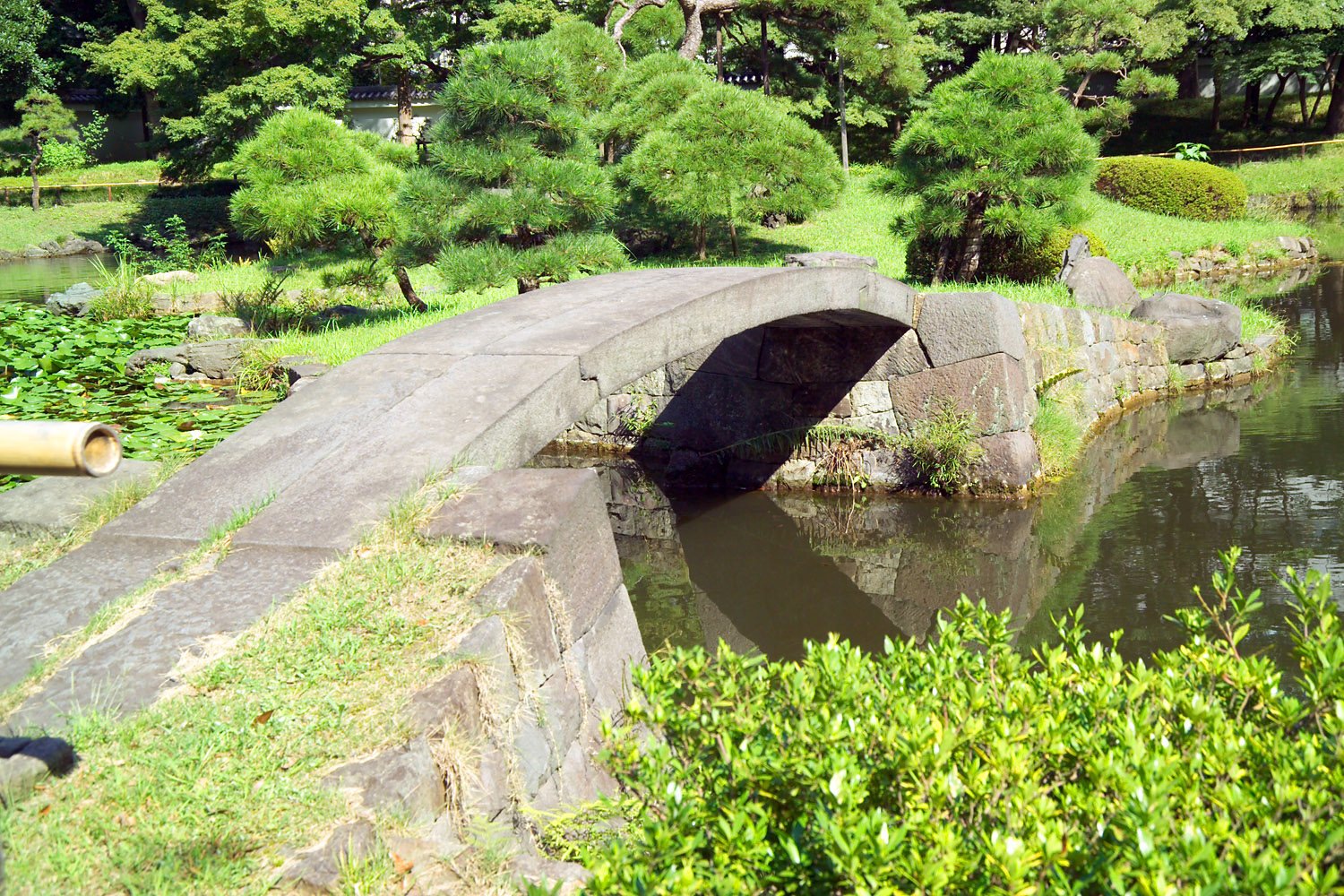
53.內庭
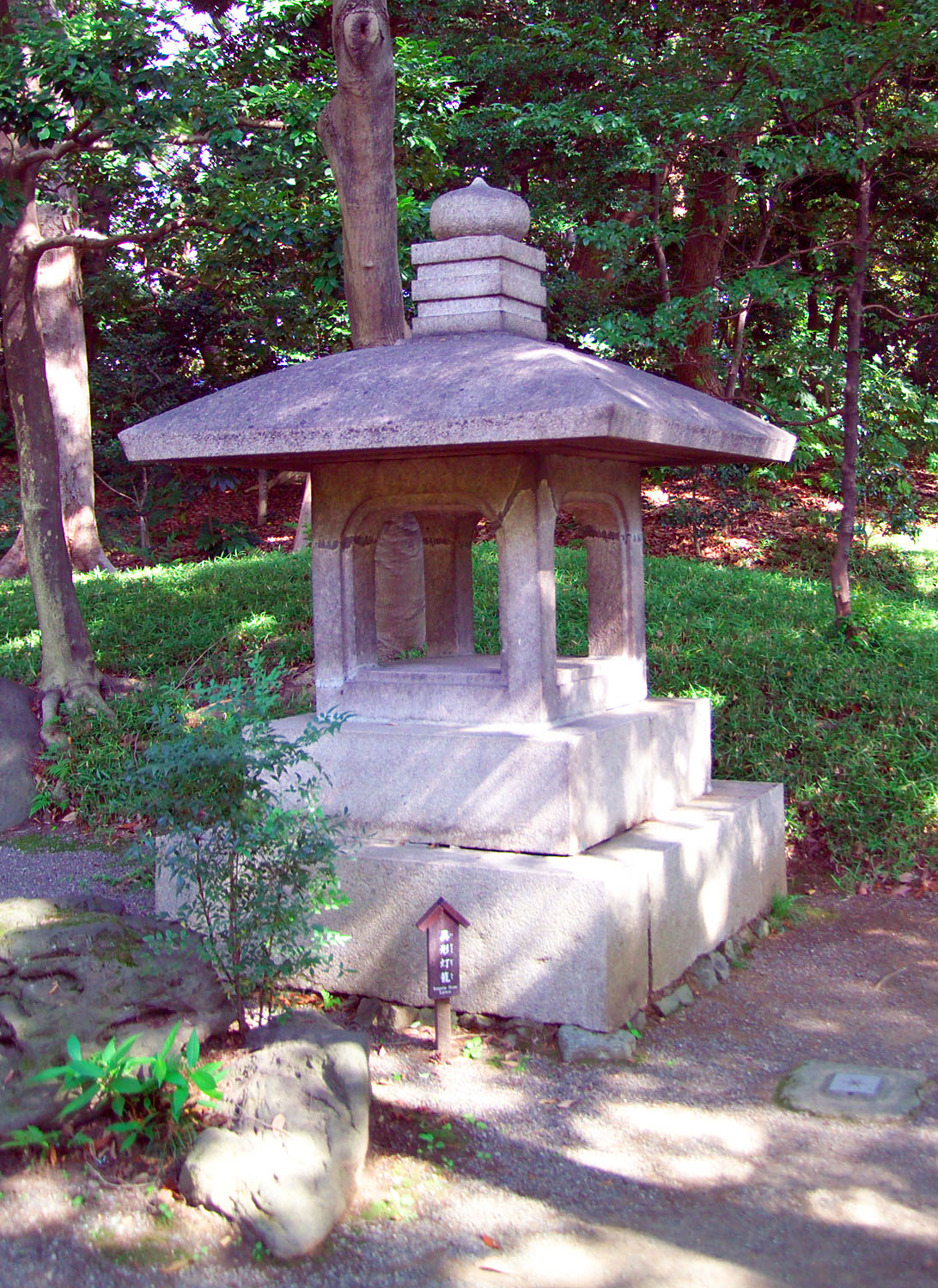
46.異形燈籠
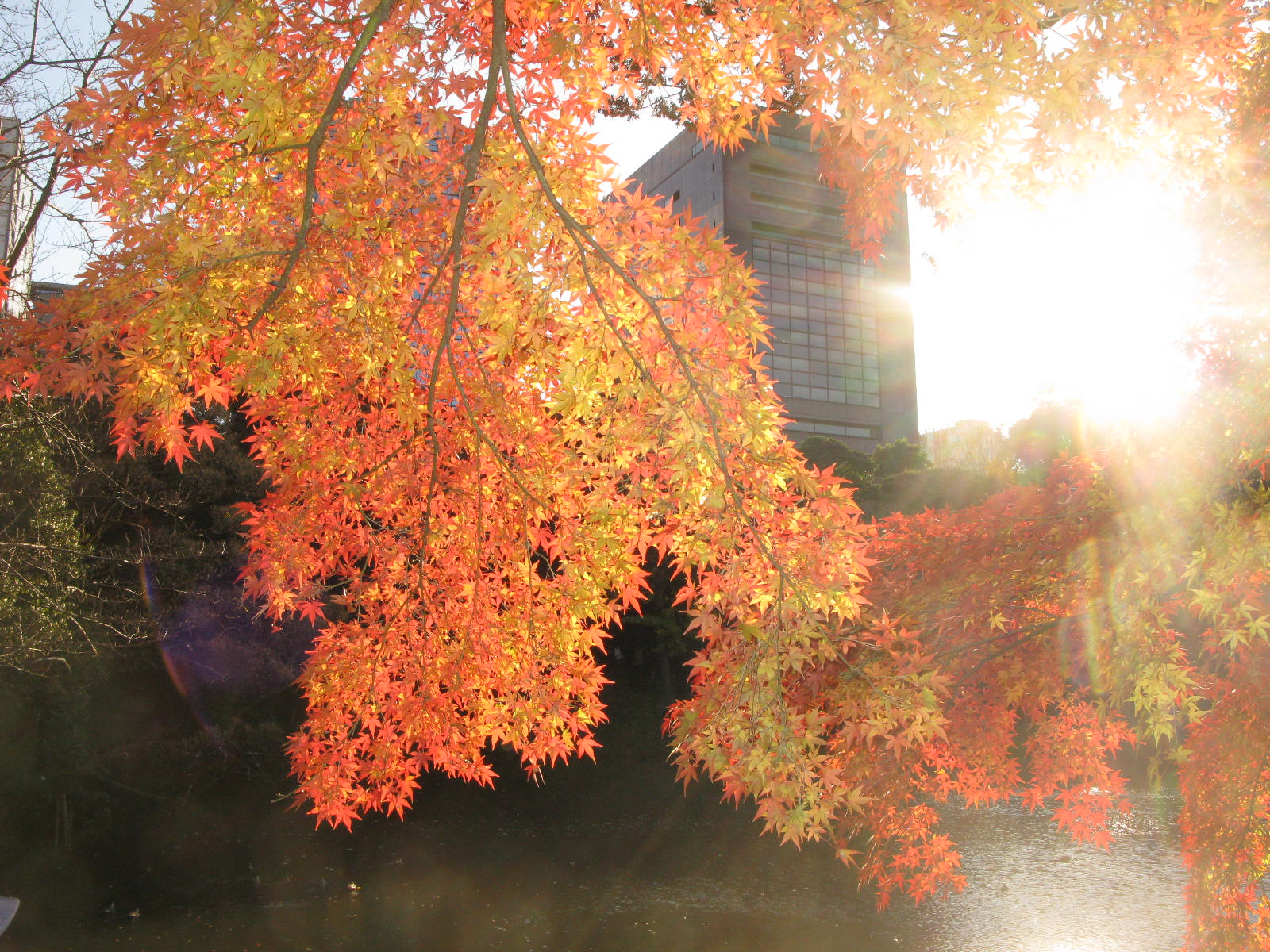
大泉水的岸邊
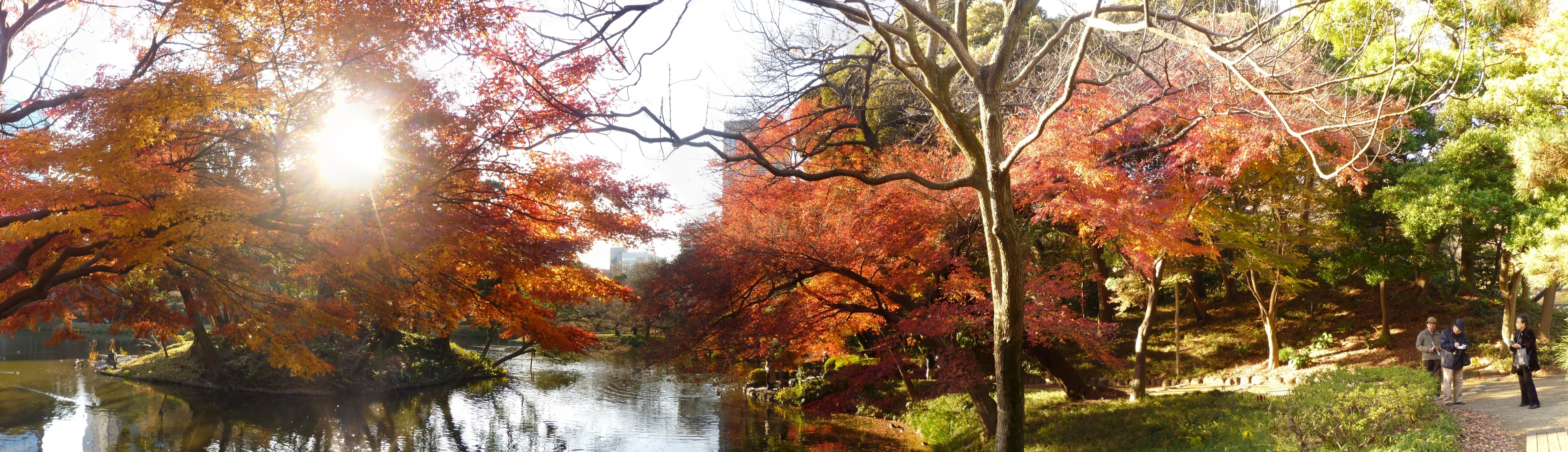
紅葉
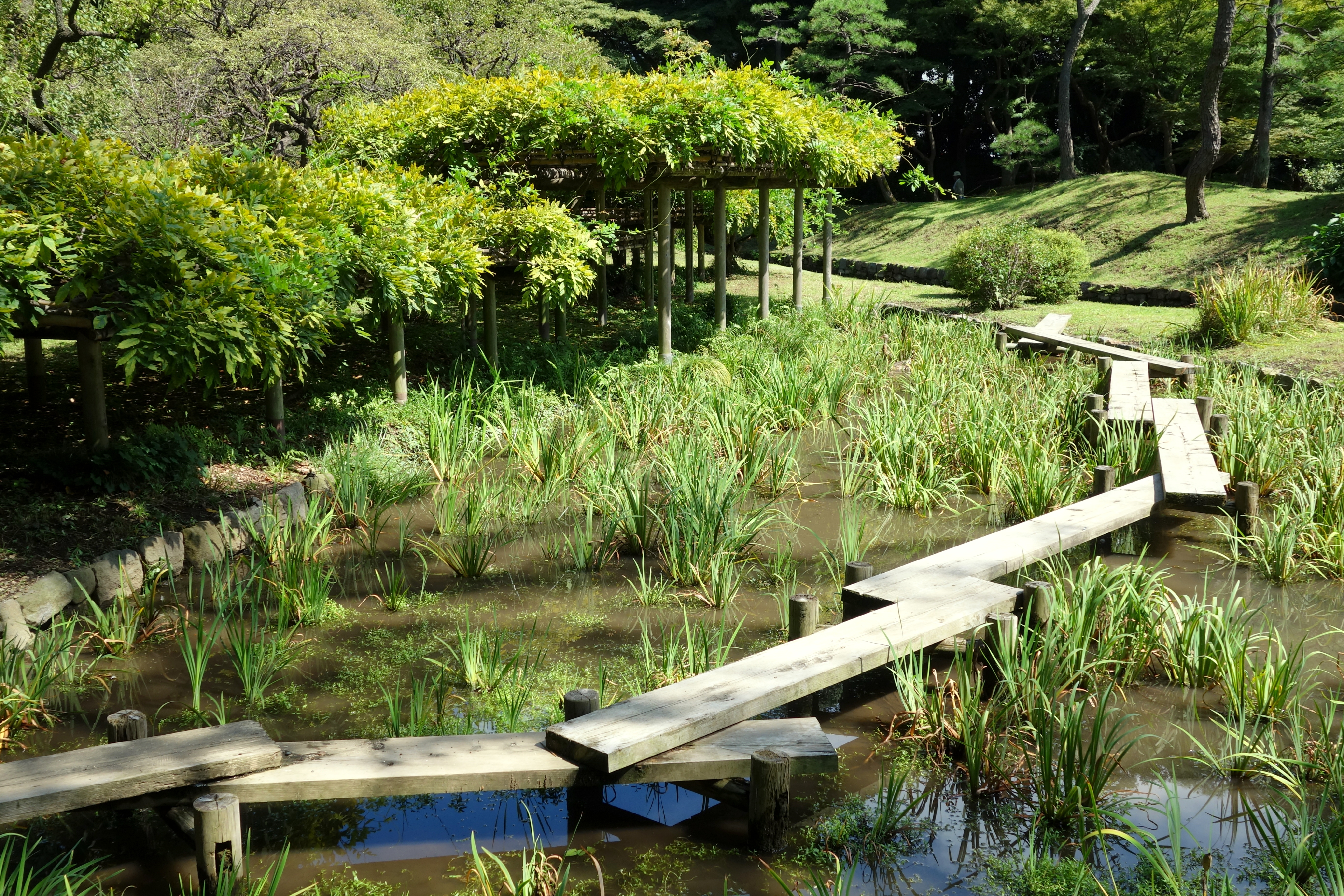
37.八橋
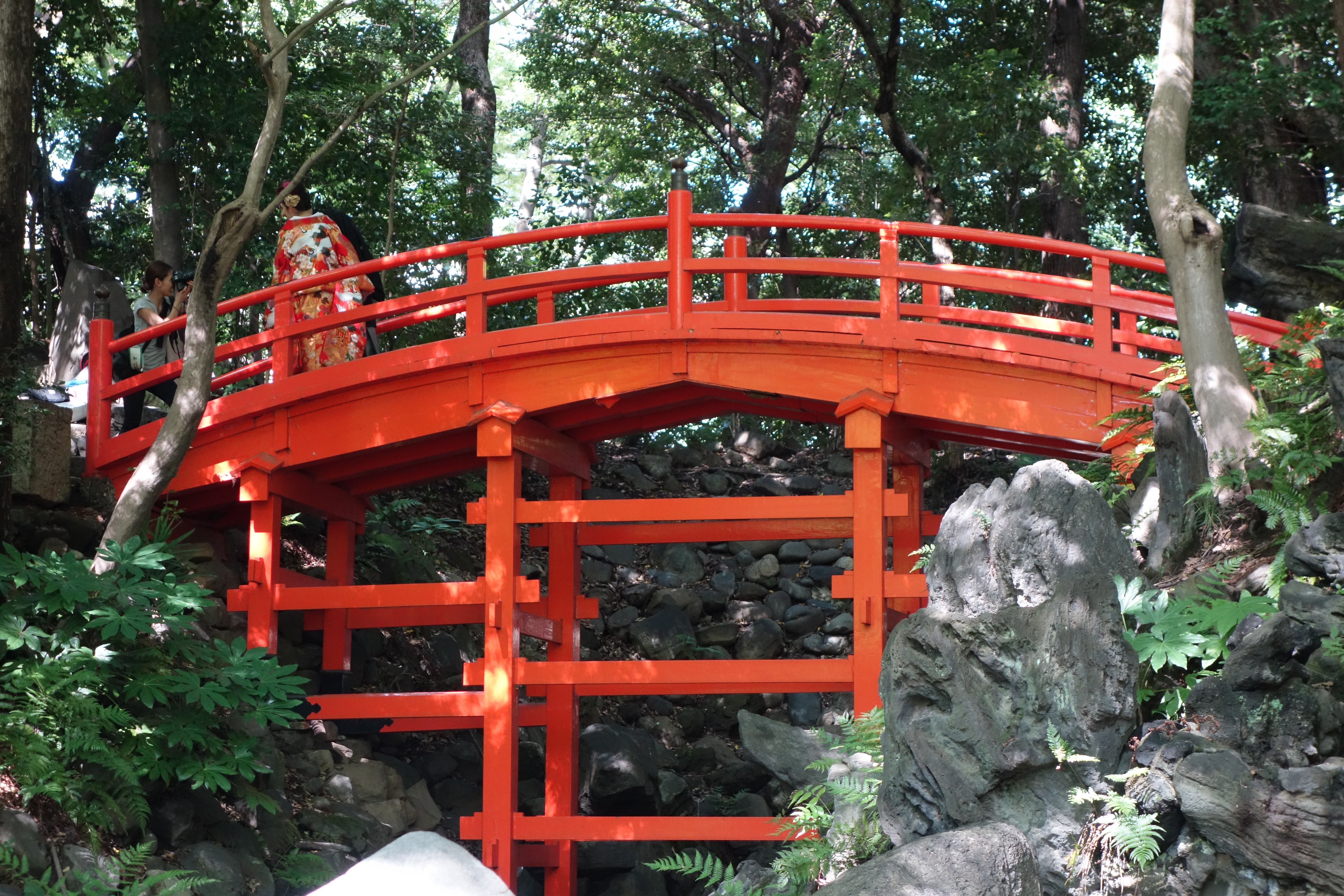
20.通天橋
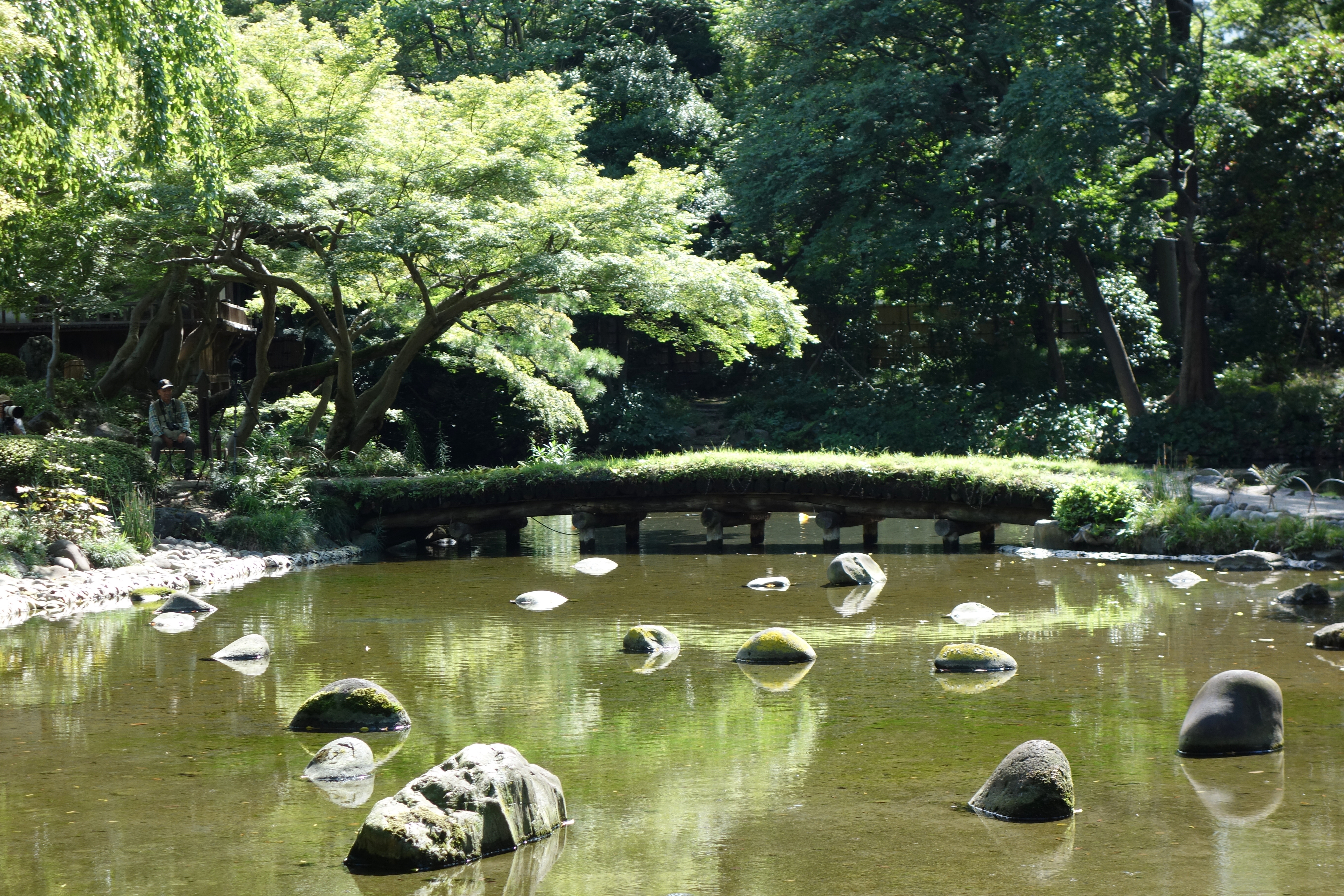
18.大堰川
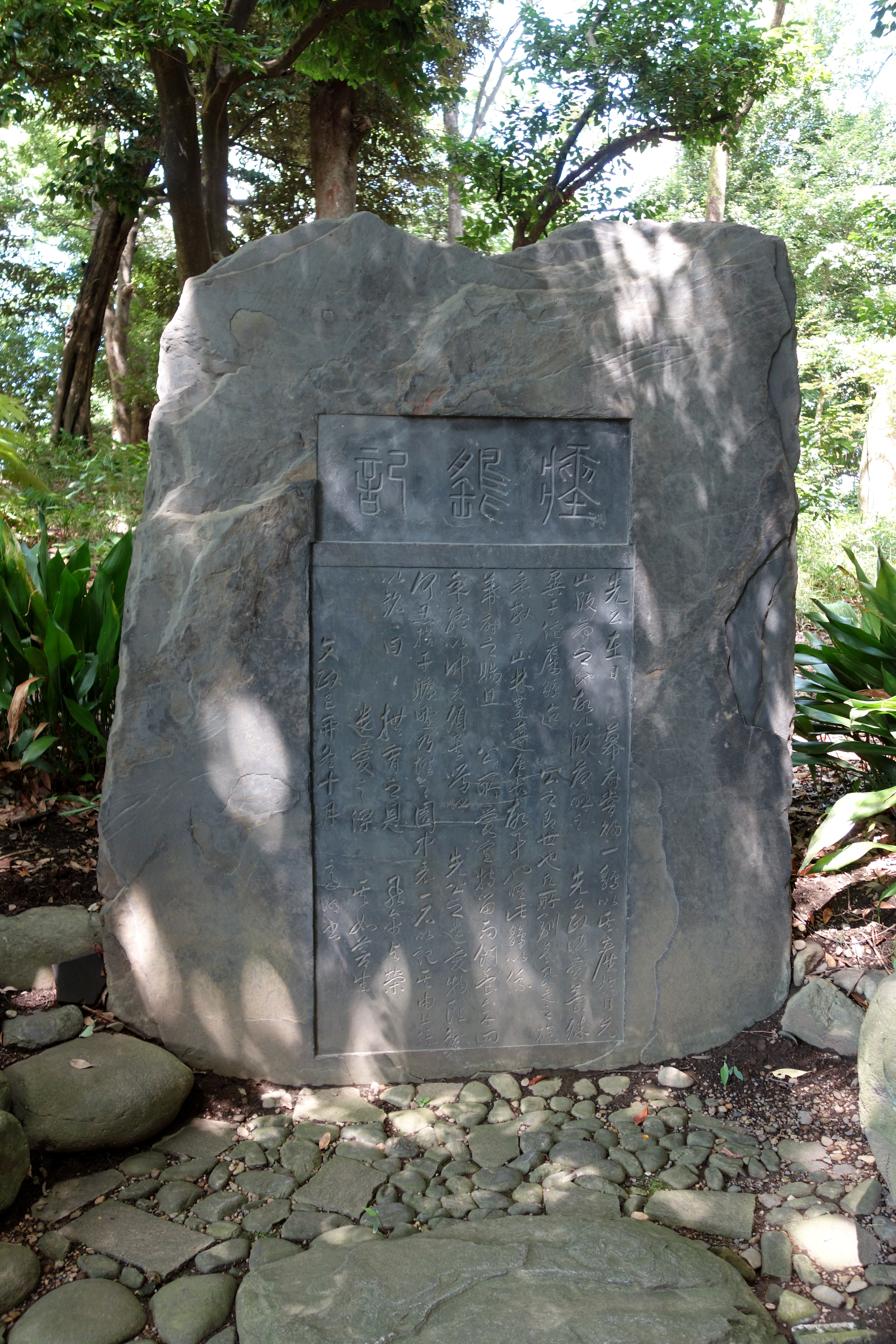
49.瘞鷂碑（えいようひ）
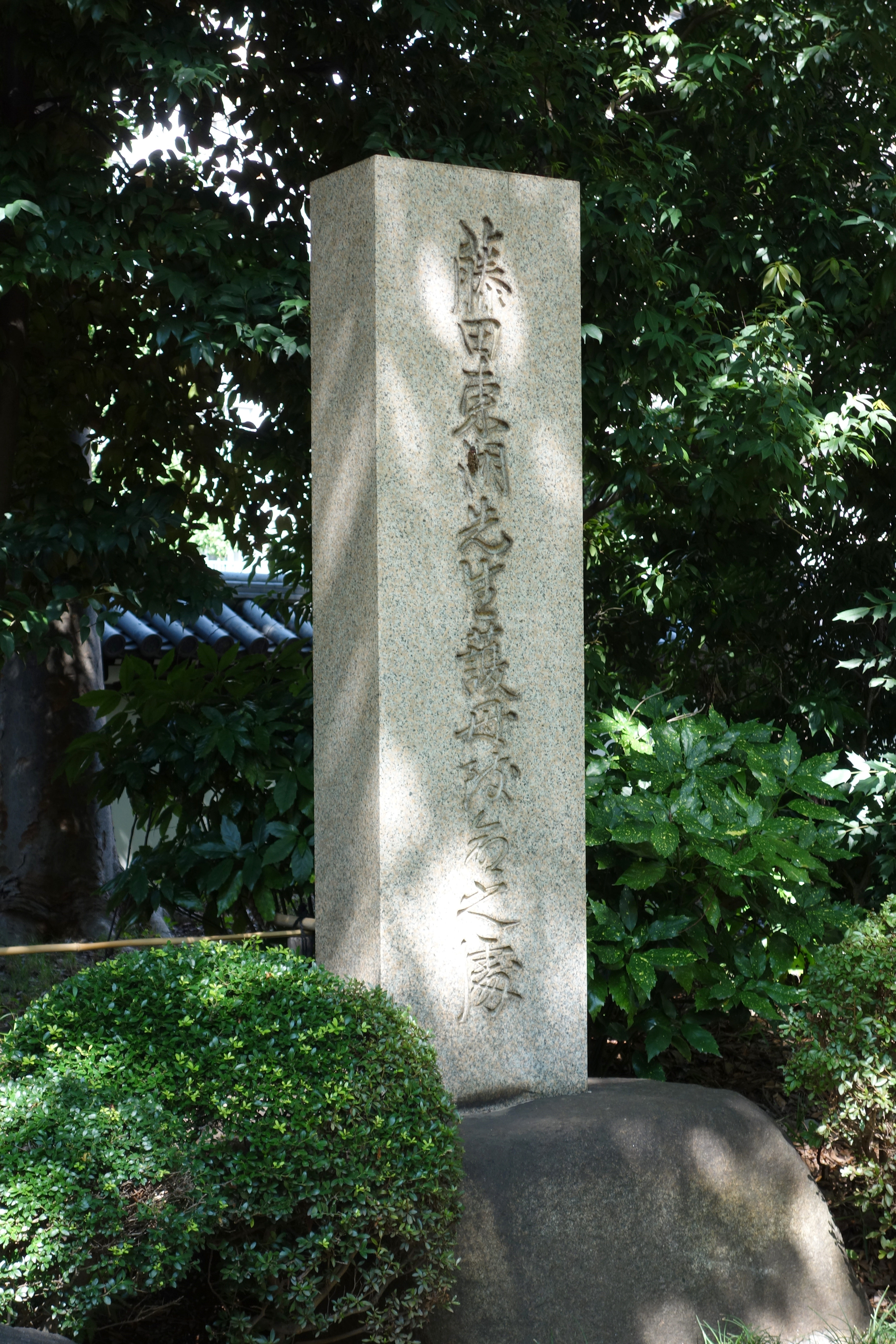
藤田東湖護母致命之紀念碑
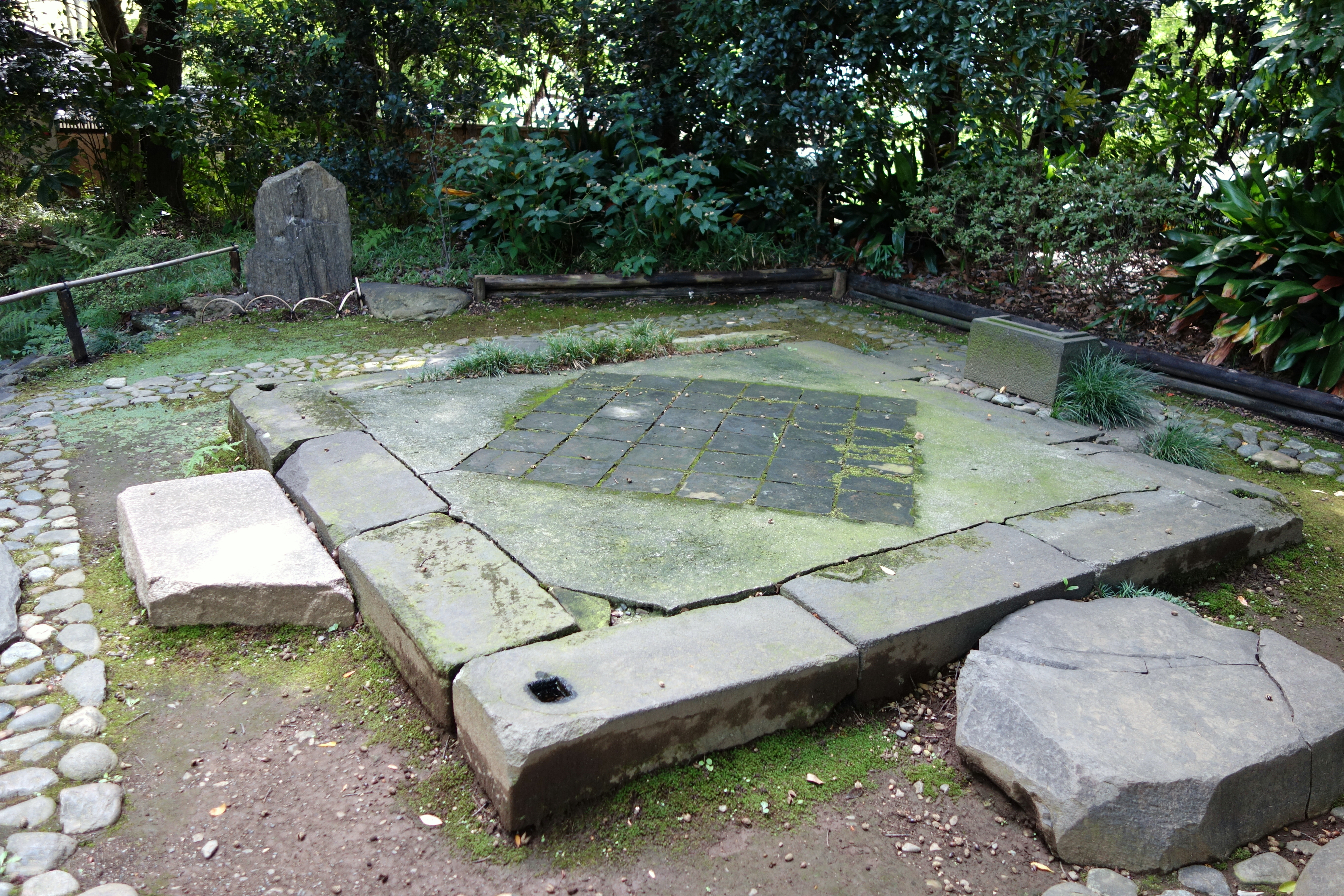
66.西行堂跡
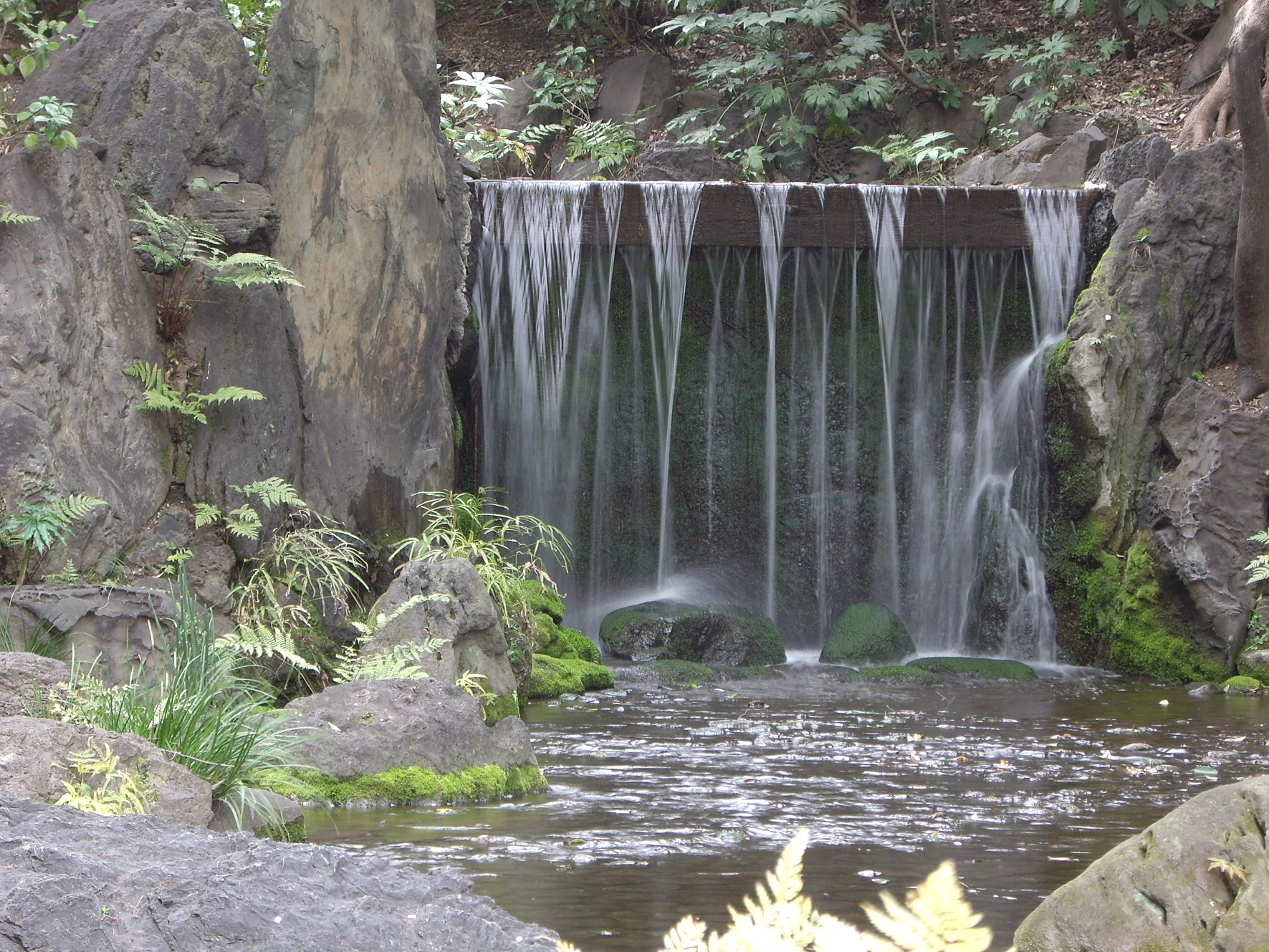
28.白糸瀑布
彼岸花
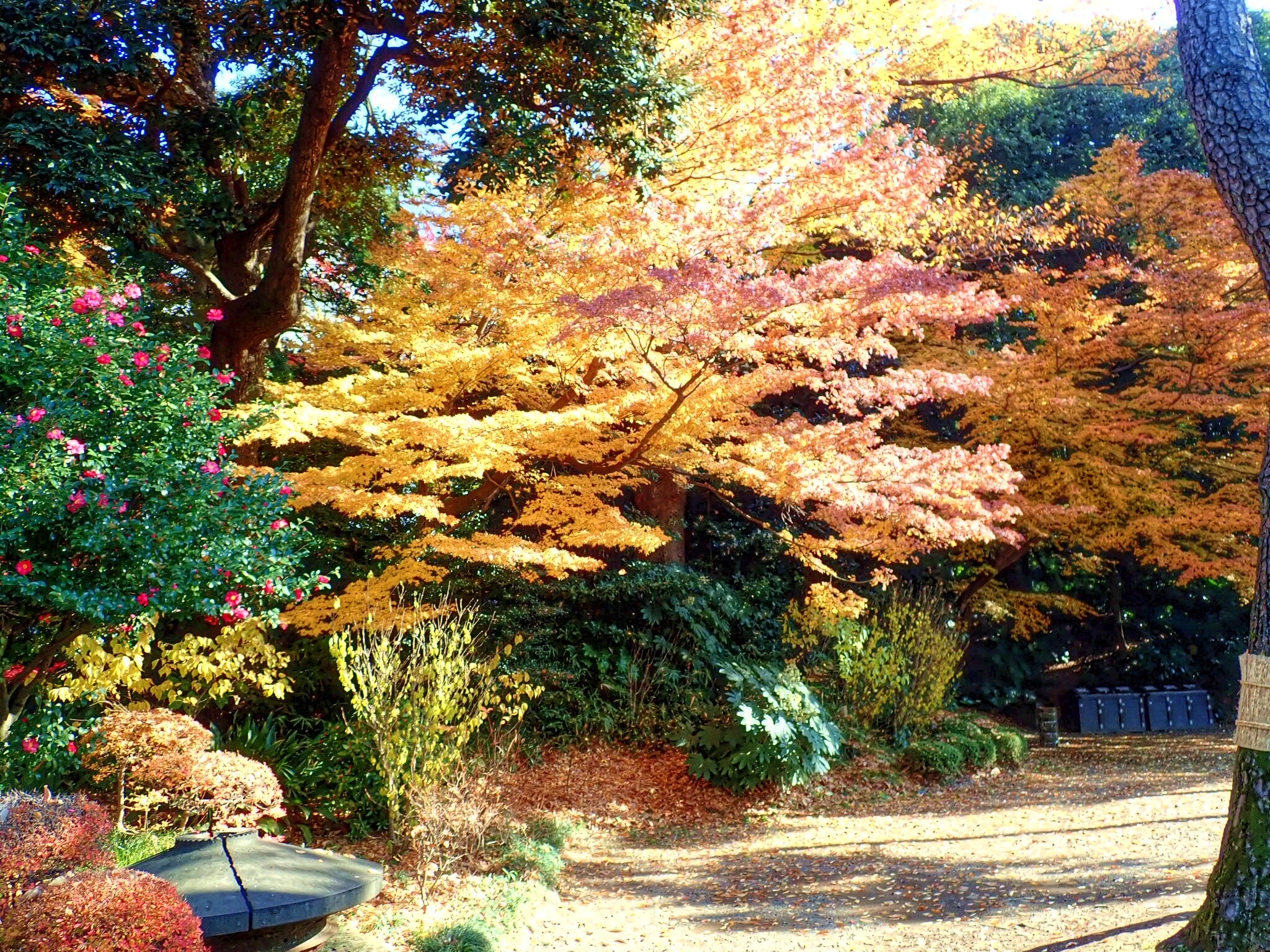
紅葉時期的小石川後樂園
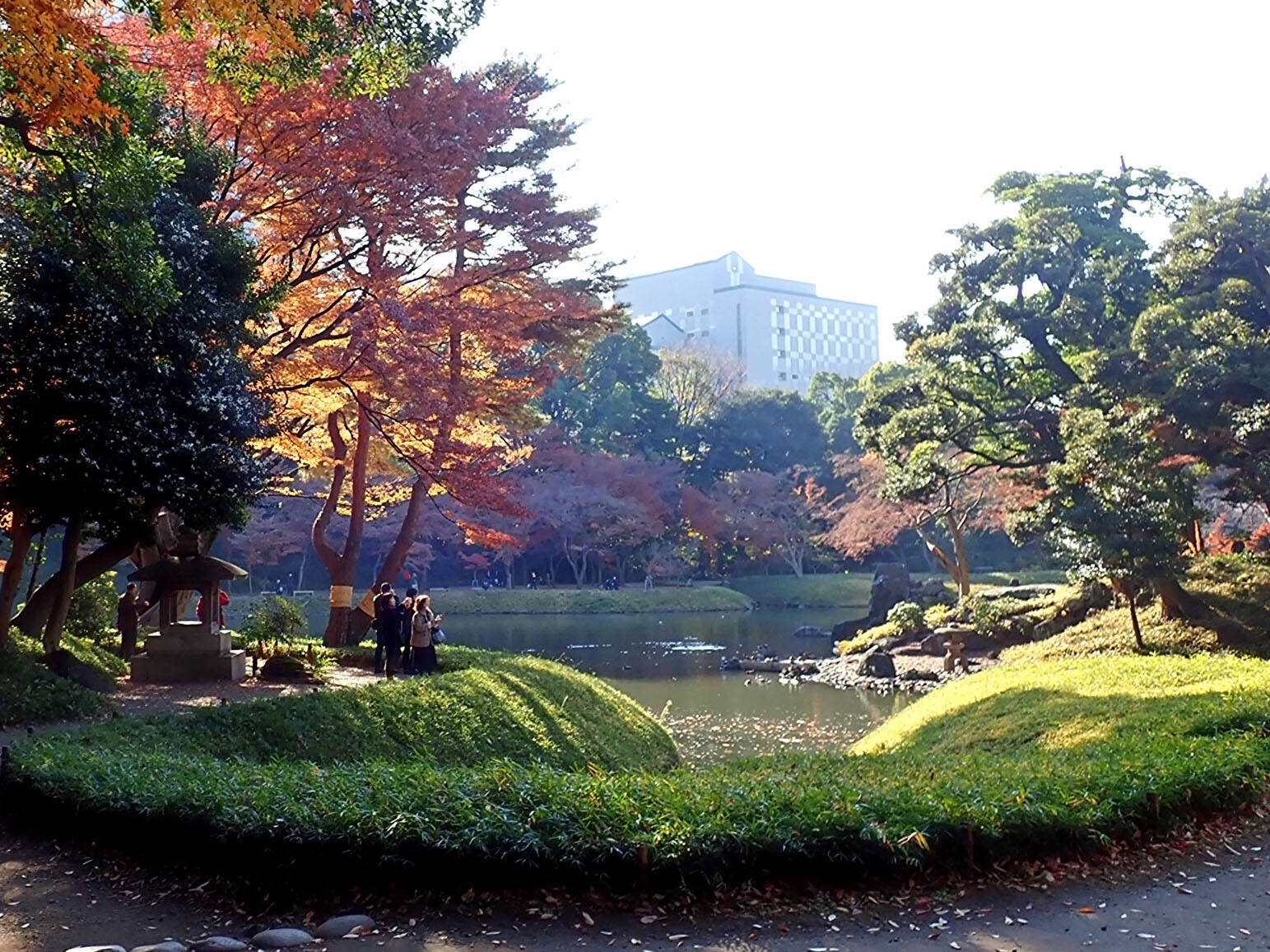
紅葉時期的大泉水與蓬萊島

## 周边交通
- 饭田桥站：■中央·总武线  ·  ○都营大江户线  ·  ○东西线  ·  ○有乐町线  ·  ○南北线
- 后乐园站： ○丸之内线  ·  ○南北线

## 入园资料
- 入园时间：9:00～16:30（17:00闭园）
- 闭园日：12月29日〜1月1日
- 入园费：大人300日元　65岁以上150日元　小学生及本地中学生免费